# Teorema dell'intorno tubolare
In geometria, il teorema dell'intorno tubolare è un importante strumento della topologia differenziale, utile in presenza di una varietà differenziabile contenuta in un'altra varietà di dimensione più grande. Si tratta di uno dei primi risultati topologici in cui è necessaria la struttura differenziabile: il teorema può non essere valido infatti nell'ambito delle varietà topologiche.

## Enunciato

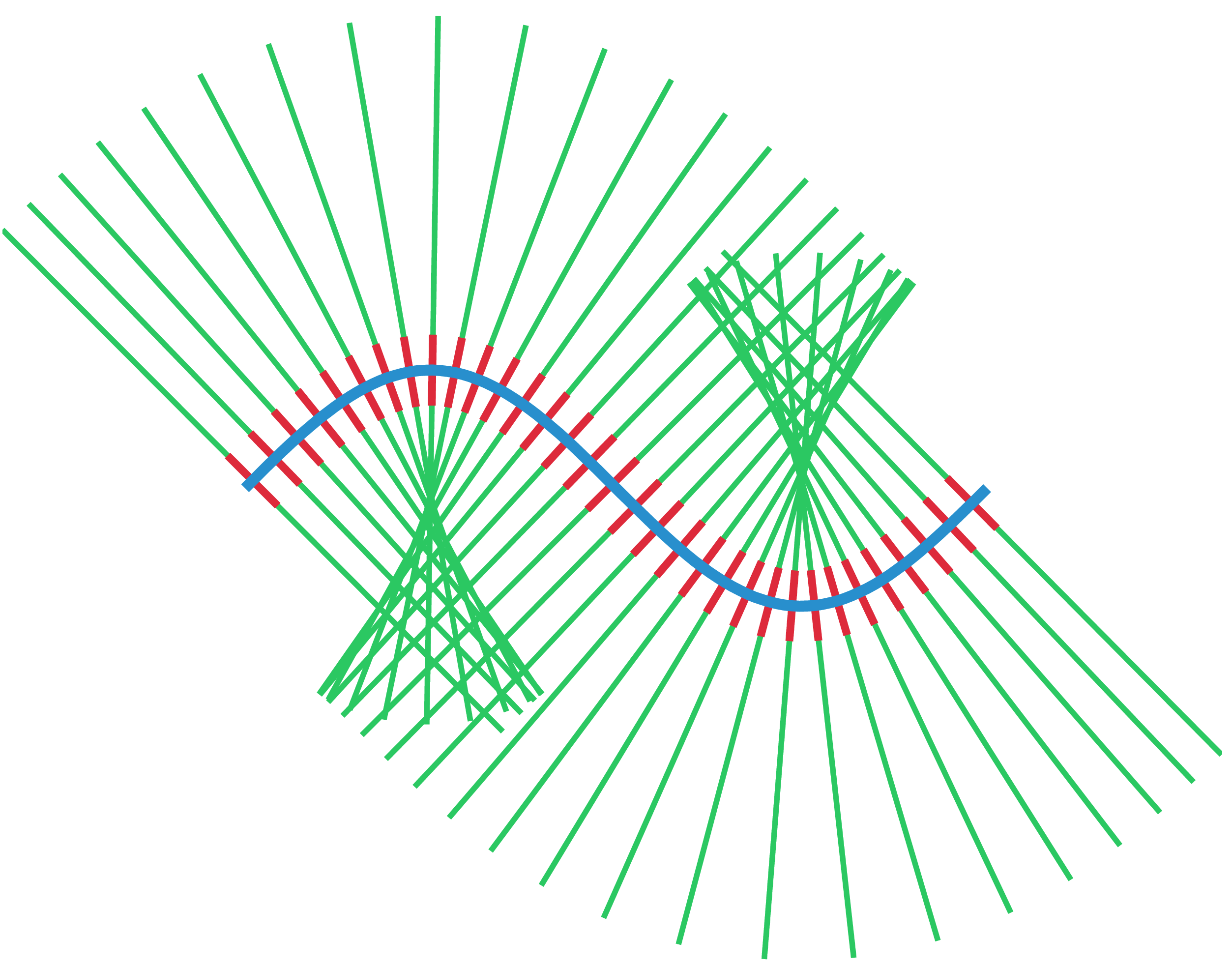
In quest'immagine, la varietà è la linea blu; il fibrato è costituito dall'insieme di segmenti rossi "perpendicolari" ad essa

Sia {\displaystyle M} una varietà differenziabile di dimensione {\displaystyle n} e {\displaystyle N\subset M} una sottovarietà differenziabile compatta di dimensione {\displaystyle n-k}. Esiste un intorno aperto {\displaystyle T} di {\displaystyle M} diffeomorfo ad un fibrato su {\displaystyle N}, con fibra omeomorfa ad una palla
{\displaystyle B^{k}=\{x\in \mathbb {R} ^{k}\ |\ |x|<1\}}
in cui {\displaystyle N} giace come la sezione nulla.
Tale intorno viene detto intorno tubolare di {\displaystyle N} in {\displaystyle M}. L'intorno è unico a meno di isotopia in {\displaystyle M} (e quindi in particolare a meno di diffeomorfismo).

## Il fibrato

### Locale e globale
Localmente, l'intorno tubolare è del tipo {\displaystyle U\times B^{k}}, dove {\displaystyle U} è un aperto di {\displaystyle N}, e {\displaystyle N} giace come {\displaystyle U\times \{0\}}. Come in ogni fibrato, il fatto che sia localmente un prodotto non garantisce che lo sia anche globalmente.

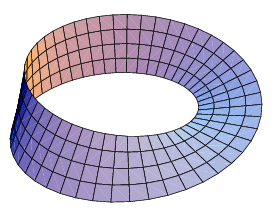
L'intorno tubolare di una curva chiusa in una superficie può essere un nastro di Möbius.

Ad esempio, l'intorno tubolare di una curva semplice chiusa in una superficie è un fibrato, la cui fibra è un intervallo {\displaystyle B^{1}=(-1,1)}. Globalmente, l'intorno tubolare può essere omeomorfo ad un prodotto {\displaystyle S^{1}\times (-1,1)}, cioè un anello, oppure ad un nastro di Möbius.

### Codimensione uno
Nel caso in cui {\displaystyle M} sia orientabile e {\displaystyle N} abbia codimensione {\displaystyle k=1}, l'intorno tubolare {\displaystyle T} è determinato a meno di diffeomorfismo da {\displaystyle N}. Se {\displaystyle N} è anch'essa orientabile, {\displaystyle T} è diffeomorfo al prodotto {\displaystyle N\times (-1,1)}. In generale, {\displaystyle T} è l'unico fibrato orientabile con fibra {\displaystyle (-1,1)} e base {\displaystyle N}.

### Retratto di deformazione
La sottovarietà {\displaystyle N} è sempre un retratto di deformazione forte del suo intorno tubolare {\displaystyle T}. In particolare, {\displaystyle N} e {\displaystyle T} sono omotopicamente equivalenti.